# Snipping Tool
Snipping Tool, hay Snip & Sketch (tiếng Việt: Cắt & Phác thảo), là một tiện ích chụp ảnh màn hình của Microsoft Windows có sẵn trong Windows Vista trở lên. Nó có thể chụp ảnh màn hình tĩnh của một cửa sổ đang mở, các khu vực hình chữ nhật, khu vực tự do hoặc toàn bộ màn hình. Ảnh chụp sau đó có thể thêm chú thích bằng chuột hoặc máy tính bảng, lưu trữ dưới dạng tệp hình ảnh (tệp PNG, GIF hoặc JPEG) hoặc tệp MHTML hoặc qua e-mail. Snipping Tool cho phép chỉnh sửa cơ bản hình ảnh đã chụp, với các bút màu khác nhau, một công cụ tẩy và một bút đánh dấu.

## Lịch sử
Trước Windows Vista, Snipping Tool, ban đầu được gọi là Clipping Tool, cõ sẵn trong gói Experience cho Windows XP Tablet PC Edition 2005. Ban đầu nó được phát hành dưới dạng PowerToy cho sự ra mắt của Microsoft Tablet PC vào ngày 7 tháng 11 năm 2002.
Windows 10 phiên bản 1809  đã giới thiệu một phiên bản ứng dụng Universal mới của Snipping Tool được gọi là Snip & Sketch. Đầu tiên nó được đặt tên là Screen Sketch và ban đầu là một thành phần của Windows Ink Workspace. Snipping Tool đã được sửa đổi để chứa cảnh báo về việc ứng dụng không còn được sử dụng, khuyến khích người dùng chuyển sang Snip & Sketch. Mặc dù vậy, ứng dụng chưa bao giờ bị xóa khỏi Windows 10.
Vào tháng 4 năm 2021, Microsoft đã phát hành Windows 10 Insider bản dựng 21354, làm cho Snipping Tool có thể cập nhật từ Microsoft Store bằng cách đóng gói với Snip & Sketch.
Trong bản dựng nội bộ Windows 11 22000.132, được phát hành vào ngày 12 tháng 8 năm 2021, cả Snip & Sketch và phiên bản cũ của Snipping Tool đã được hợp nhất thành một phiên bản cập nhật của Snipping Tool, có giao diện tương tự như Snipping Tool cũ.